# Resolució 963 del Consell de Seguretat de les Nacions Unides
La Resolució 963 del Consell de Seguretat de les Nacions Unides, fou adoptada per unanimitat el 29 de novembre de 1994, després d'haver examinat la petició de la República de Palau per poder ser membre de les Nacions Unides. En aquesta resolució, el Consell va recomanar a l'Assemblea General l'acceptació de Palau com a membre.
El 15 de desembre de 1994 l'Asemblea General va admetre la República de Palau sota la Resolució 49/63.